# Gülbahar Akgül
Pour les articles homonymes, voir Akgül.
Gülbahar Akgül est une joueuse de volley-ball turque née le 23 septembre 1987 à Svichtov (Bulgarie). Elle mesure 1,84 m et joue au poste de réceptionneuse-attaquante. Elle totalise 17 sélections en équipe de Turquie.

## Clubs
| Club                | De        | À         |
| ------------------- | --------- | --------- |
| Yeşilyurt İstanbul  | 2003-2004 | 2009-2010 |
| Beşiktaş Istanbul   | 2010-2011 | 2011-2012 |
| Nilüfer Belediye    | 2012-2013 | 2013-2014 |
| Karşıyaka İzmir     | 2014-2015 | 2014-2015 |
| Balıkesir BBSK      | 2015-2016 | 2015-2016 |
| Manisa BBSK         | 2016-2017 | 2016-2017 |
| Numune SK Ankara    | 2017-2018 | 2017-2018 |
| Sarıyer Belediyesi  | 2018-2019 | 2018-2019 |
| Anakent Spor Kulübü | 2019-2020 | 2019-2020 |
| Karşıyaka İzmir     | 2020-2021 | …         |